# حمام واصل
حمام واصل بلدة وناحية إدارية سورية في جنوب منطقة بانياس التابعة لمحافظة طرطوس. بلغ عدد سكان الناحية 8,522 حسب تعداد عام 2004.
تقع قرية الكريمة في جبال اللاذقية وتبعد 17 كم إلى الشرق من مدينة بانياس. يبلغ عدد سكان القرية حوالي 5000 نسمة، في حين تبلغ مساحتها مع جميع أراضيها 500 هكتار.